# Starý Bydžov
Starý Bydžov (deutsch Alt Bidschow, auch Alt Bydschow, älter Bischowe) ist eine Gemeinde in Tschechien. Sie liegt drei Kilometer nordwestlich von Nový Bydžov und gehört zum Okres Hradec Králové.

## Geographie
Starý Bydžov befindet sich auf einer Hügelkuppe rechtsseitig der Cidlina auf der Ostböhmischen Tafel. Östlich des Ortes verläuft die Bahnstrecke Velký Osek–Trutnov.
Nachbarorte sind Vinary, Smidarská Lhota und Křičov im Norden, Skřivany im Nordosten, Sloupno im Osten, Nový Bydžov im Südosten, Zábědov im Süden, Stará Skřeněř im Südwesten, Hlušičky und Hlušice im Westen sowie Janovice im Nordwesten.

## Geschichte
Die erste schriftlich Erwähnung des dem Johanniterorden gehörigen Marktdorfes Butsou bzw. Buitsov findet sich in einer Urkunde Herzog Friedrichs vom 23. April 1186. Die im Dorf befindliche Feste bildete das administrative Zentrum für die umliegenden Region. Um 1290 wurde Bydschow zur Stadt erhoben.
Der Wassermangel auf dem Hügel führte 1305 zur Gründung der neuen Stadt Nový Bydžov, auf die die Stadtrechte von Bydžov übertragen wurde. Nachfolgend wurde auch die Administration für das Bydschower Land in die Burg Neu Bydschow verlagert. Das alte Bydschow sank zum Dorf herab und wurde fortan als Alt Bydschow bezeichnet. Es gehörte bis 1549 zur Herrschaft Bydschow und wurde dann an die Herren von Pernstein verkauft. Später wechselten die Besitzer häufig und während des Dreißigjährigen Krieges kaufte Albrecht von Waldstein 1630 das Dorf. Dieser wurde 1634 ermordet und neuer Besitzer von Alt Bydschow wurde Johann Freiherr von Cordon. 1651 kaufte Rudolf Hieronymus Eusebius von Colloredo-Waldsee die Güter. Infolge des Krieges lag das Dorf größtenteils wüst, in der berní rula sind 1654 für den Ort nur noch 4 bewirtschaftete Bauernwirtschaften und 16 Chaluppen ausgewiesen. 1834 verkaufte Rosina von Colloredo Alt Bydschow an Martin Waagner. 1843 bestand das Dorf 84 Häusern und hatte 596 Einwohner.
Nach der Aufhebung der Patrimonialherrschaften bildete Starý Bydžov/Alt Bidschow ab 1850 eine Gemeinde im Bezirk Nový Bydžov. Im Jahre 1910 hatte Starý Bydžov mit 959 Einwohnern die höchste Bevölkerungszahl seiner Geschichte. Seit 1961 gehört die Gemeinde zum Okres Hradec Králové. Die gezimmerte alte Dorfschmiede von Starý Bydžov aus dem Jahre 1774 wurde 1976 in das Freilichtmuseum von Kouřim umgesetzt. Zwischen 1980 und 1990 war Starý Bydžov nach Nový Bydžov eingemeindet.

## Gemeindegliederung
Für die Gemeinde Starý Bydžov sind keine Ortsteile ausgewiesen.

## Sehenswürdigkeiten

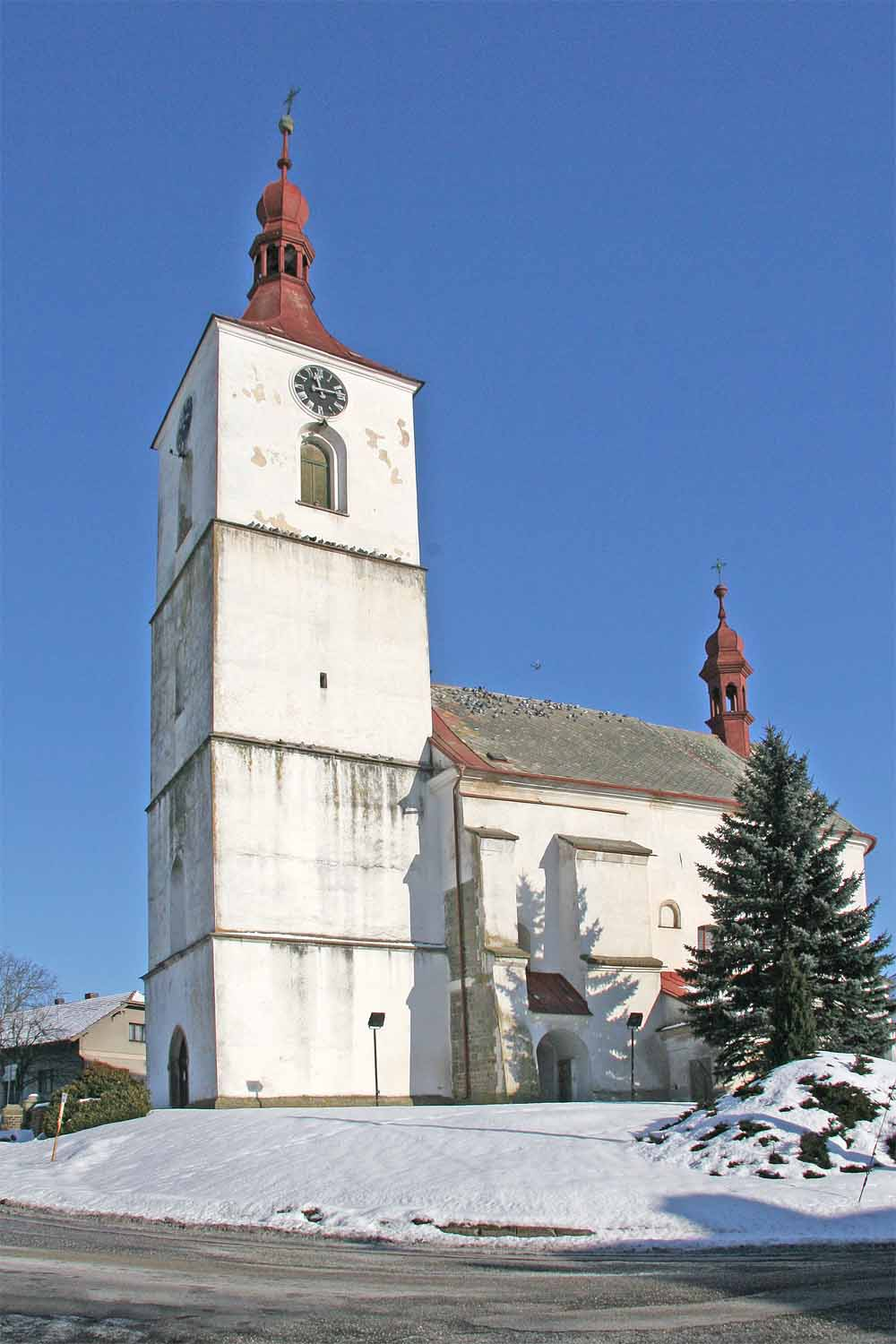
Kirche St. Prokop

- Kirche des hl. Prokop, der ehemals romanische Bau entstand um 1200 und wurde danach mehrfach im Stile der Gotik, des Barock und der Renaissance umgestaltet
- Gedenkstein für Jan Malát, an der Stelle seines Geburtshauses
- Statue des hl. Johannes von Nepomuk, errichtet 1808
- sandsteinernes Kruzifix mit Relief der schmerzreichen Jungfrau Maria aus dem Jahre 1817
- denkmalgeschützte Gemeine Esche, der 20 m hohe und ca. 250 Jahre alte Baum hat einen Stammumfang von 6,60 m
- 2 m hoher reich verzierter Sandsteinsockel des Gedenkkreuzes für Václav Štěpánek, errichtet 1896

## Söhne und Töchter der Gemeinde
- Jan Malát (1843–1915), Komponist